# Heinrich Burgers
Johann Heinrich Georg Bürgers (1820-1878) foi um jornalista alemão e editor do Neue Rheinische Zeitung. Tornou-se membro da Liga Comunista e, em 1850, tornou-se membro da Autoridade Central da Liga. Pela sua participação na revolta de 1848-1849, Bürgers tornou-se um dos réus no julgamento comunista de Colónia, em Colónia, Alemanha, em 1852.